# Bande des 2 kilomètres
La bande 135,7 kHz à 137,8 kHz désignée aussi par sa longueur d'onde, 2 kilomètres, est une bande du service radioamateur destinée à établir des radiocommunications de loisir. Cette bande est utilisable pour les radiocommunications radiotélégraphiques continentales et intercontinentales lorsqu’il fait nuit entre le lieu d’émission et de réception. Cette bande est utilisable pour les systèmes de transmission par le sol des radiocommunications en milieu souterrain, utilisés en spéléologie, en particulier pour les opérations de secours.

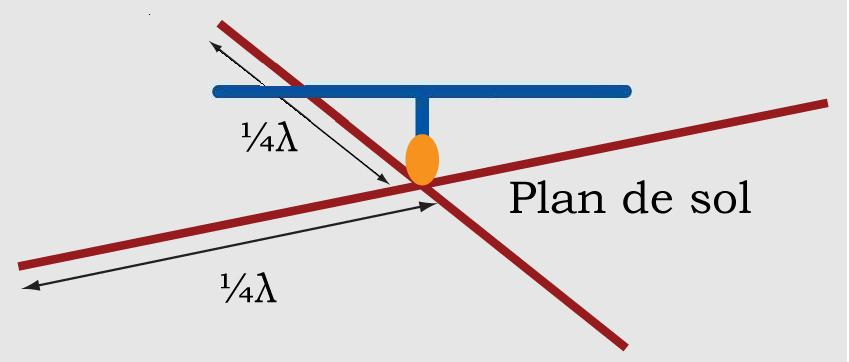
Antenne en T (de couleur bleue) sur un plan de sol en 4 radiants (de couleur rouge).

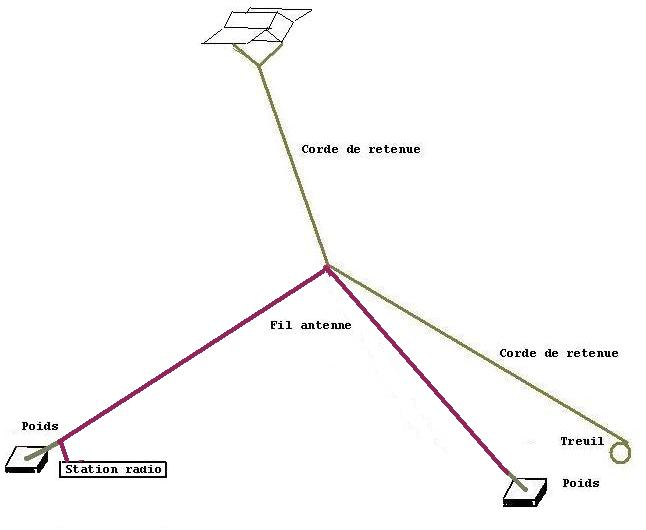
Cerf-volant portant une antenne en L renversé pour les radiocommunications

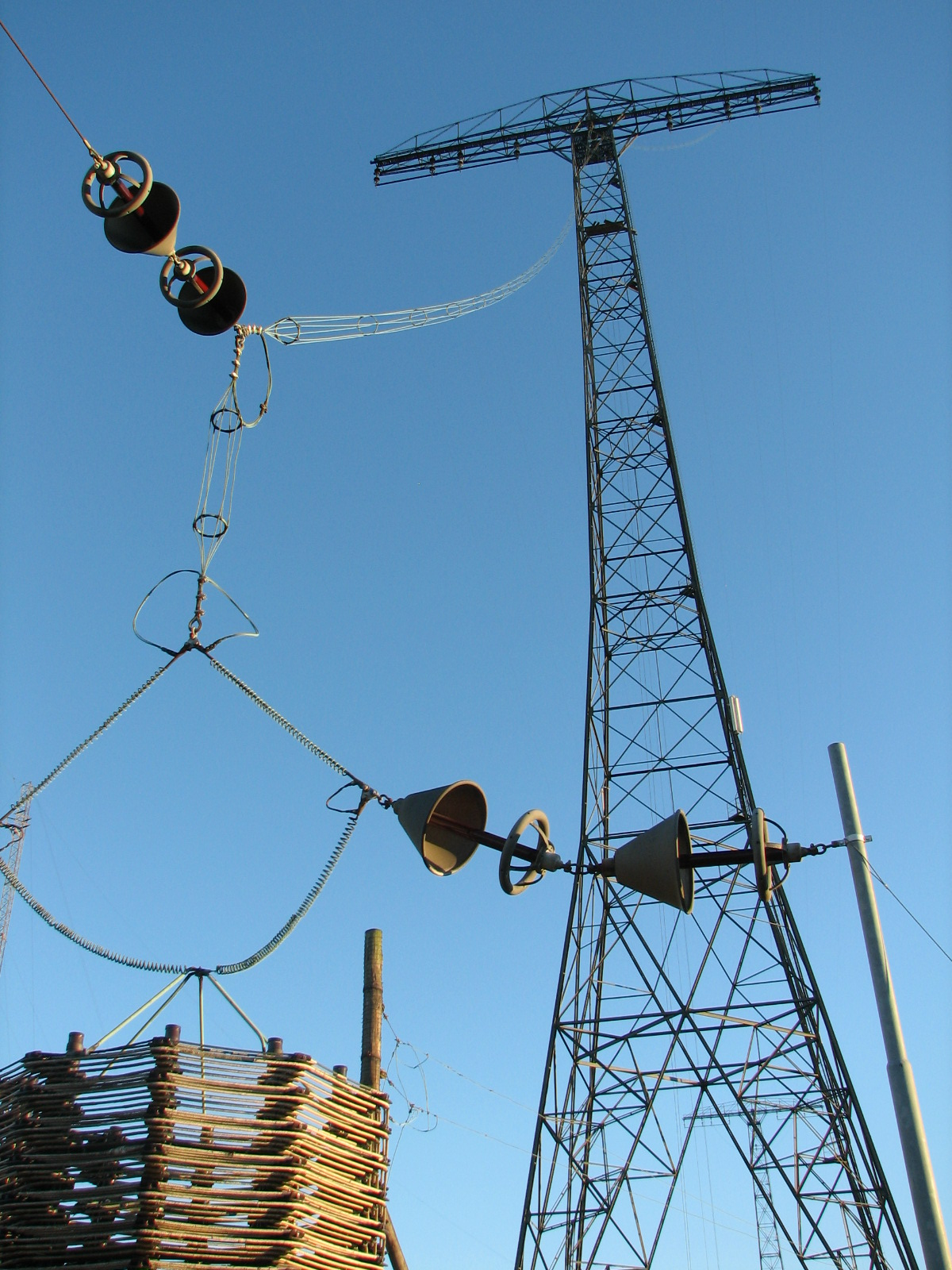
Antenne oblique pour la bande kilométrique.

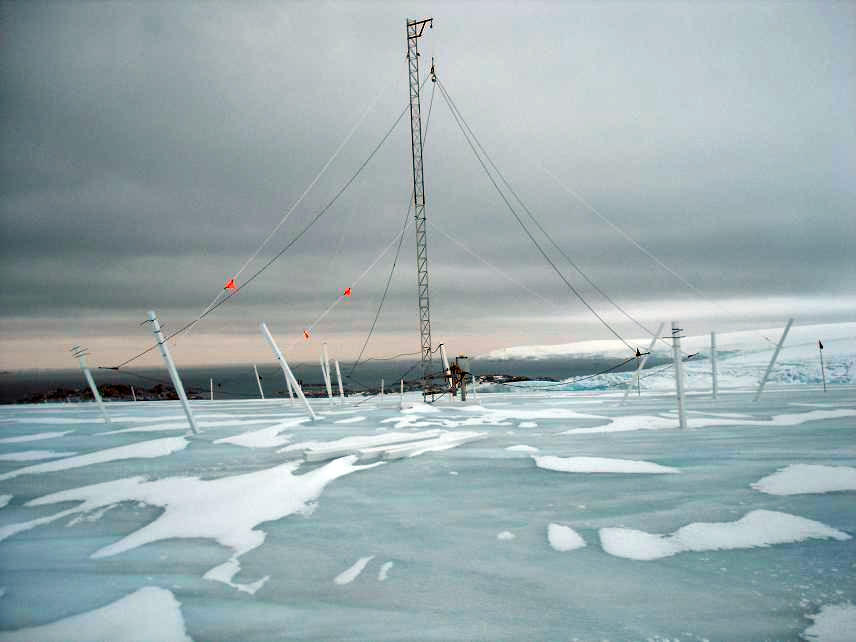
Antenne parapluie.

## La bande des 2 kilomètres dans le monde
La bande des 2 kilomètres s'étend de 135,7 kHz à 137,8 kHz dans le monde entier .
.

## Historique
- Ancienne bande radiotélégraphique des paquebots transférée[Quand ?] sur 600 mètres.
- Attribuée au service radioamateur dès le début du XXIe siècle par la Conférences Mondiale des radiocommunications.
- En France : attribution clarifiée par la décision n°2000-389 de l'ARCEP JO 2 juillet 2000. Avec une puissance de 1 W rayonné.
- En France : Puissance maximale de l'émetteur de 500 W, avec une puissance de 1 W rayonné par l'antenne radioélectrique[2].

## La manœuvre d’une station radioamateur
Pour manœuvrer une station radioamateur dans la bande 2 km, il est nécessaire de posséder un Certificat d'opérateur du service amateur de classe HAREC .

## Répartition des fréquences de la bande des 2 kilomètres
La bande des 2 kilomètres est partagée entre plusieurs services.
| Fréquences en kHz | Utilisations radioamateur et Modes                                                                          |
| ----------------- | --- |
| 135,7 à 135,85    | Radioamateurs en bande des 2200 mètres avec 1 W PAR en digimodes/CW                                         |
| 135.9             | Radioamateurs en télégraphie lente, contacts Europe vers Amérique, bande des 2200 mètres avec 1 W PAR en CW |
| 136               | Radioamateurs en télégraphie lente, contacts Amérique vers Europe, bande des 2200 mètres en CW              |
| 136.1 à 137.4     | Radioamateurs, bande des 2200 mètres avec 1 W PAR en digimodes/CW                                           |
| 137.4 à 137.6     | Radioamateurs en PSK, Hell, Wolf, bande des 2200 mètres avec 1 W PAR en digimodes                           |
| 137.6 à 137.7     | Radioamateurs en télégraphie lente, bande des 2200 mètres avec 1 W PAR en CW                                |
| 137.7             | Fréquence internationale d’appel en radiotélégraphie lente, bande des 2200 mètres en CW                     |
| 137.7 à 137.8     | Radioamateurs en télégraphie lente, bande des 2200 mètres avec 1 W PAR en CW                                |

## Les antennes

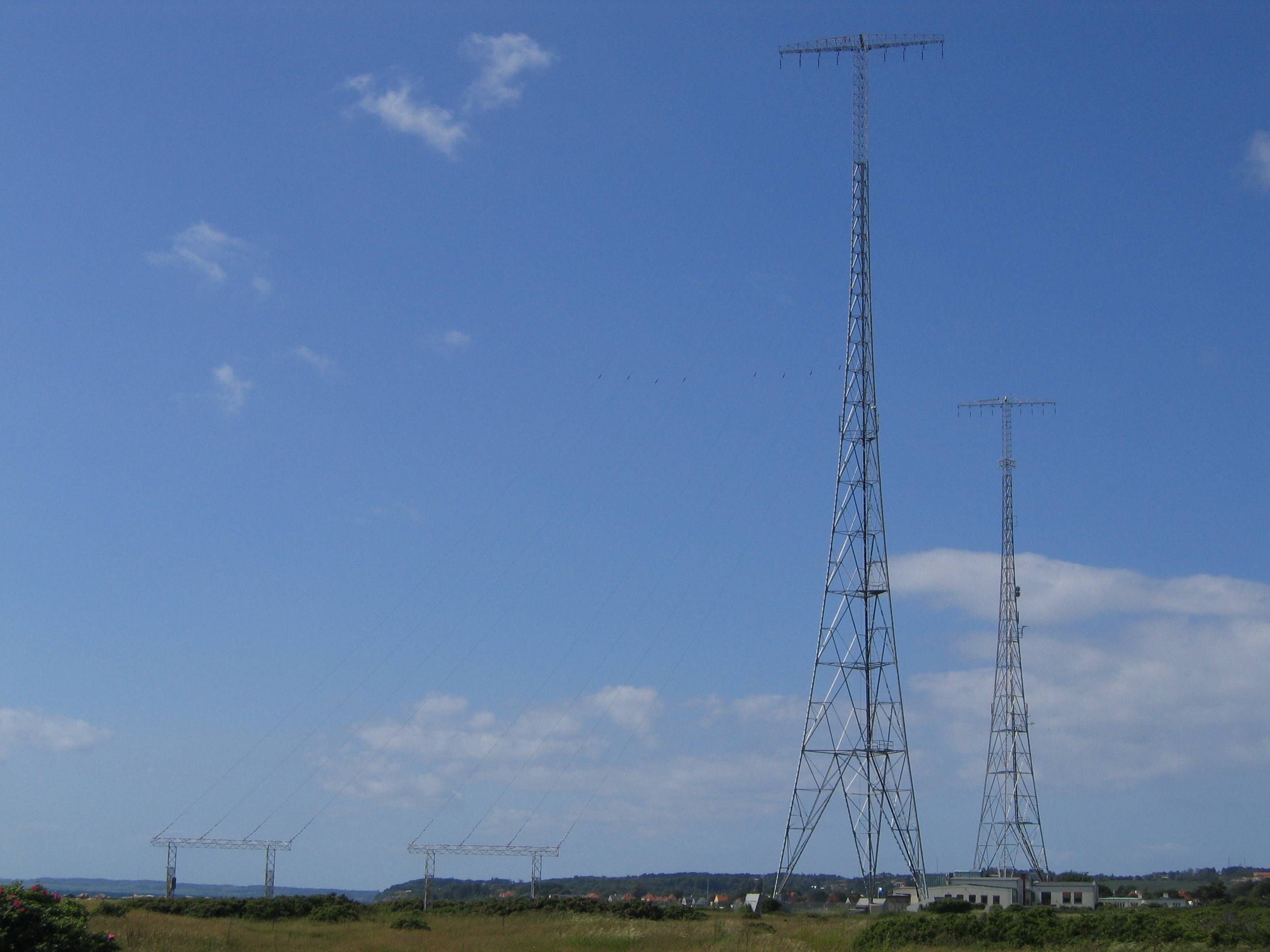
Antenne pour la bande kilométrique.

Les antennes les plus utilisées sur cette bande:
- Antenne en T
- Antenne fouet cerf-volant
- Antenne fouet à capacité terminale
- Antenne fouet hélicoïdale
- Antenne fouet à bobine
- Antenne cadre
- l’antenne en "L"
- l’antenne long-fil ou l’antenne "fil"
- L'antenne radioélectrique pour être efficaces est longue d'une demi-onde (de plusieurs centaines de mètres) peut être soutenue par un cerf-volant porte antenne de type stationnaire ou par un ballon porte antenne[4] pour la réception des ondes radioélectriques des basse fréquence et moyenne fréquence.

## La propagation sur la bande 2 kilomètres

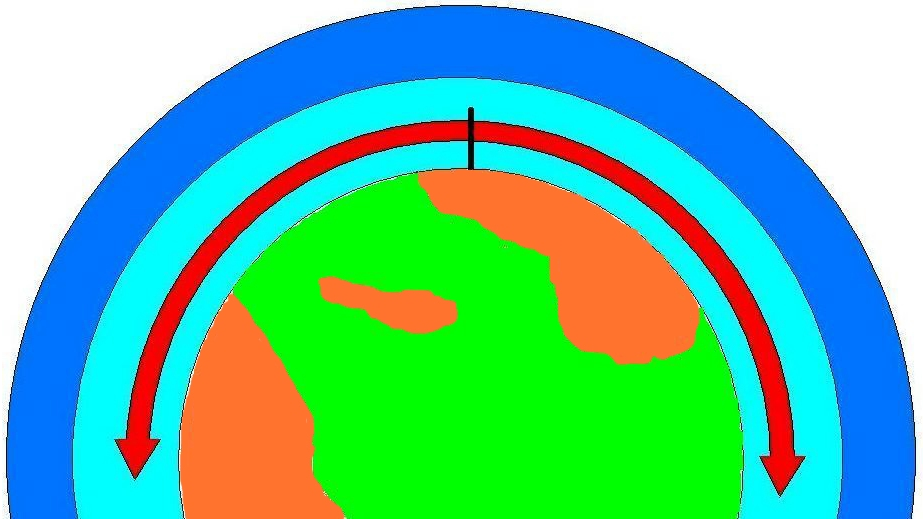
La propagation par l'onde de sol sur la surface de la Terre.

L'onde de sol voyage à la surface de la Terre (entre le sol et la couche ionisée D de l’atmosphère). L'onde de fréquence 137 kHz se propagent régulièrement le jour et avec un renforcement la nuit. 
L'atténuation de l’énergie de l’onde de sol est en fonction du carré de la distance, sans tenir compte de la courbure de la terre sur une base kilomètres/watts exponentielle par l'Établissement de l'équation de propagation à partir des équations de Maxwell. 
La réception par onde de sol sur une mer particulièrement salée (et donc plus conductrice) est bien meilleure. Dans les mêmes conditions, un signal par onde de sol se propageant sur un terrain rocheux pourrait couvrir à peine le quart de la distance maritime.
De plus, l’onde pénètre dans le sol et ouvre des applications en spéléologie.

## Système Nicola

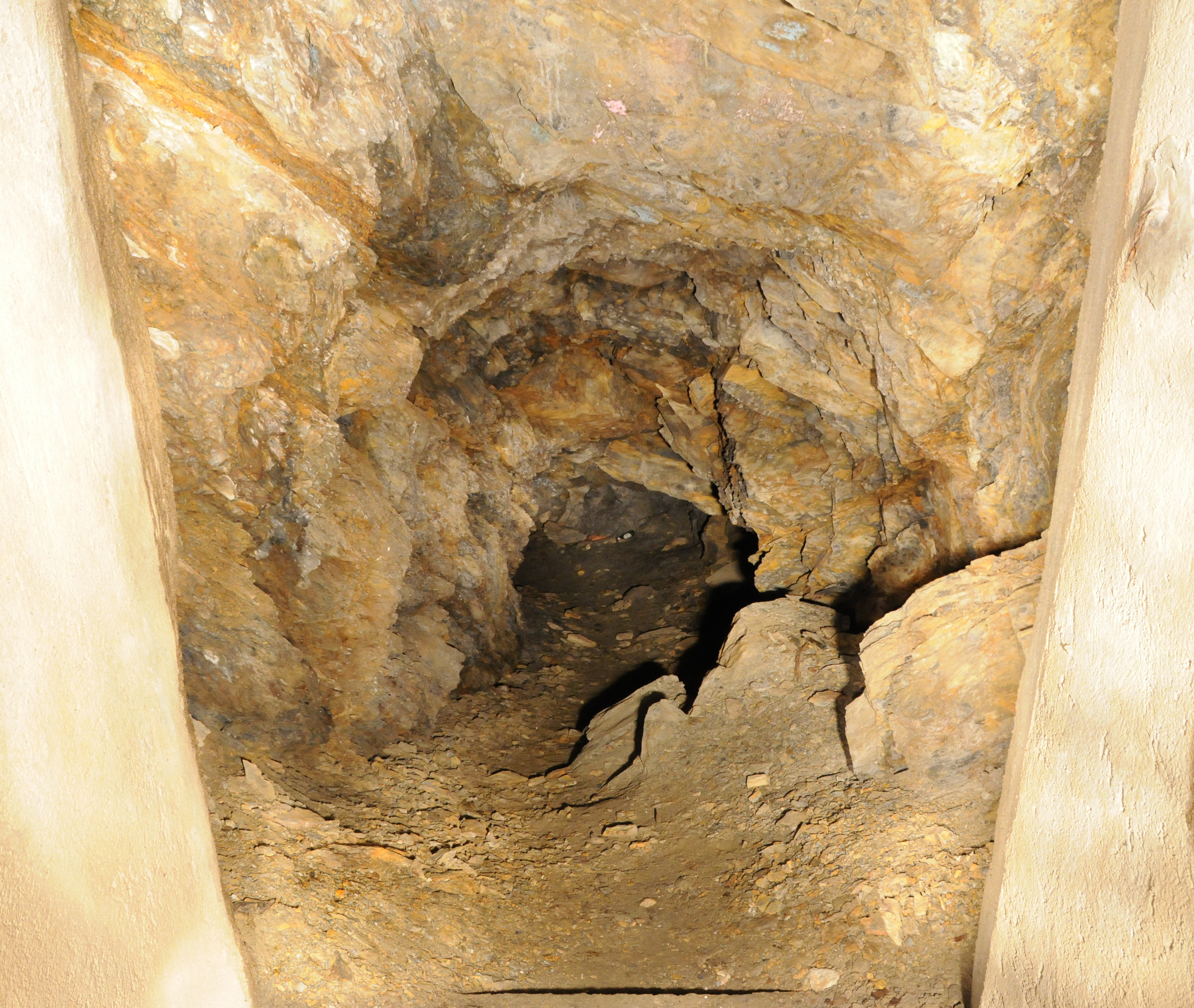
Cavité souterraine.

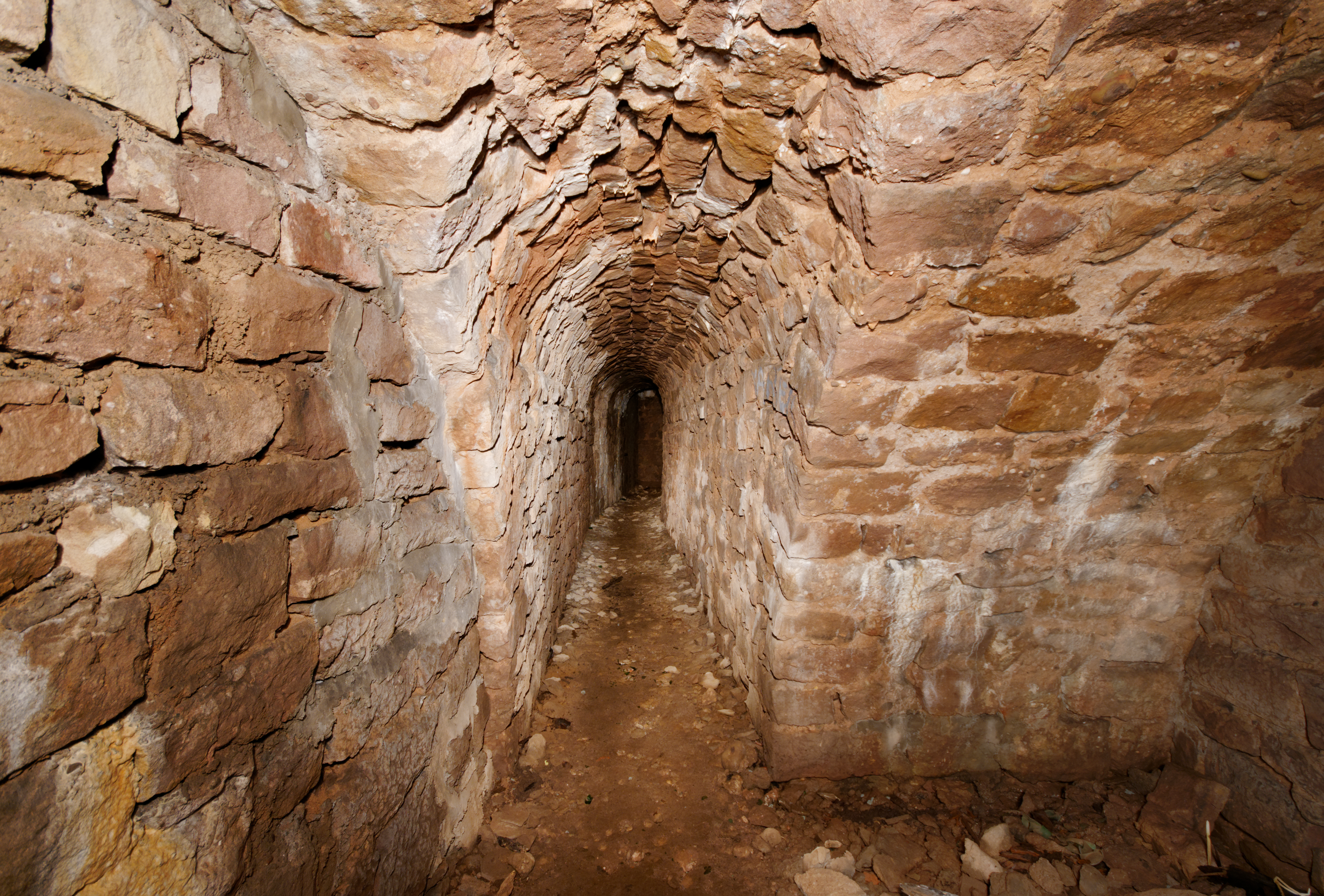
Cavité souterraine.

Le Système Nicola est un système de transmission par le sol des radiocommunications en milieu souterrain, utilisé en spéléologie, en particulier pour les opérations de secours.
Le Système Nicola est un système émetteur/récepteur BLU super hétérodyne. Le courant électrique dans la bande radioamateur des 137 kHz est généré dans le sol par deux électrodes qui terminent un dipôle électrique d'une longueur comprise entre de deux fois 20 mètres à deux fois 80 mètres. Une électrode est plantée sur une des parois et l'autre électrode est plantée sur la paroi opposée ou bien une électrode est plantée au sol et l'autre électrode est plantée au plafond. Cela pour profiter de la plus grande tension entre les deux électrodes. Le Système Nicola permet une liaison radio entre plusieurs postes à travers plusieurs centaines de mètres de roche calcaire. Il permet ainsi une grande simplification des opérations de secours spéléologiques en offrant un moyen de communication entre le sous-sol et la surface très simple à mettre en place.

## Voir aussi

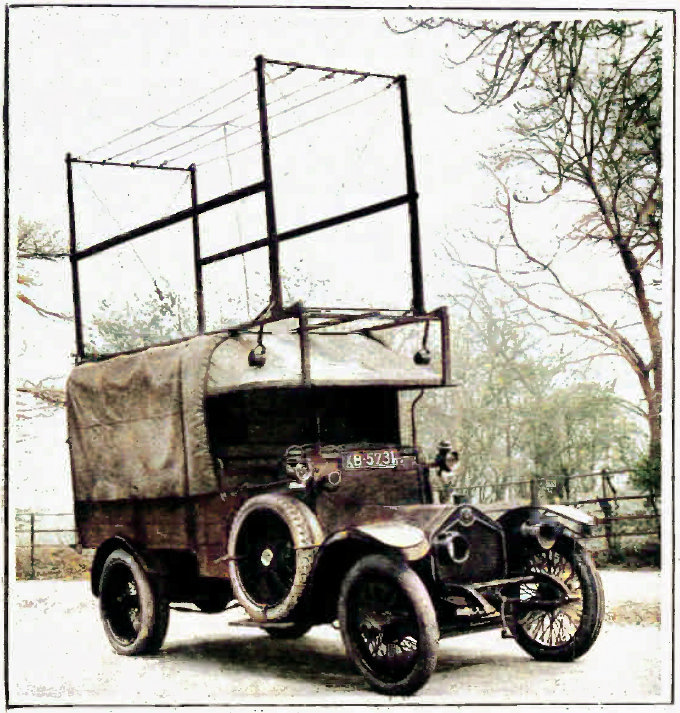
Antenne en T sur une voiture.